# Pan-océanisme
Le pan-océanisme est une idéologie nationaliste soutenant l'unité des peuples d'Océanie, ou un concept qui classifie collectivement plusieurs aspects de la société océanienne. Les premières utilisations du terme concernent en grande partie les questions entourant l'entomologie et d'autres branches de la zoologie et ses dérivés basés en Océanie. Dans les usages ultérieurs, le terme est utilisé de manière à évoquer un continent distinct et les conséquences culturelles et sociétales qui en découlent. Par exemple, certains habitants des îles du Pacifique ont signalé une prévalence de représentations de leur communauté qui semblent correspondre aux stéréotypes qui prévalaient à l'époque coloniale. Par la suite, certaines de ces personnes ont poussé vers une représentation plus inclusive des cinéastes et des cinéphiles. Dans la culture, le terme est utilisé comme terme générique lorsqu'il y a un chevauchement important entre les problèmes auxquels font face les Océaniens et les similitudes qu'ils partagent, comme avec les produits de base taro et igname.